# 28è Festival Internacional de Cinema de Canes
El 28è Festival Internacional de Cinema de Canes es va dur a terme del 9 al 23 de maig de 1975. La Palma d'Or fou atorgada a Chronique des années de braise de Mohamed Lakhdar-Hamina. En 1975 es va introduir una nova secció no competitiva, "Les Yeux fertiles". Aquesta secció, junt a les seccions "L'Air du temps" i "Le Passé composé" dels dos següents anys, foren integrades a Un Certain Regard en 1978.
El festival va obrir amb Un Divorce heureux de Henning Carlsen i va tancar amb Tommy, de Ken Russell.

## Jurat
Les següents persones foren nomenades per formar part del jurat en l'edició de 1975:
Pel·lícules
- Jeanne Moreau (actriu) President
- André Delvaux (director)
- Anthony Burgess (escriptor)
- Fernando Rey (actor)
- George Roy Hill (director)
- Gérard Ducaux-Rupp (productor)
- Léa Massari (actriu)
- Pierre Mazars (periodista)
- Pierre Salinger (escriptor)
- Iúlia Sólntseva (actrius)

## Selecció oficial

### En competició – pel·lícules
Les següents pel·lícules competiren per la Palma d'Or:
- Alice Doesn't Live Here Anymore de Martin Scorsese
- Aloïse de Liliane de Kermadec
- O Amuleto de Ogum de Nelson Pereira dos Santos
- Ce cher Victor de Robin Davis
- Chronique des années de braise de Mohamed Lakhdar-Hamina
- ¿No oyes ladrar los perros? de François Reichenbach
- Szerelmem, Elektra de Miklós Jancsó
- Jeder für sich und Gott gegen alle de Werner Herzog
- Un Divorce heureux de Henning Carlsen
- Lenny de Bob Fosse
- Lotte in Weimar de Egon Günther
- Man Friday de Jack Gold
- Mariken van Nieumeghen de Jos Stelling
- Les Ordres de Michel Brault
- Professione: reporter de Michelangelo Antonioni
- Den-en ni shisu de Shūji Terayama
- Perfum de dona de Dino Risi
- Section spéciale de Costa Gavras
- Dzieje grzechu de Walerian Borowczyk
- Oni srazhalis za rodinu de Serguei Bondartxuk
- Xia nü de King Hu
- Yuppi du de Adriano Celentano

### Pel·lícules fora de competició
Les següents pel·lícules foren seleccionades per ser projectades fora de competició:
- A Csodalatos Mandarin de Miklós Szinetár
- A faból faragott királyfi de Ádám Horváth
- Anna Karenine de Margarita Pilikhina
- The Day of the Locust de John Schlesinger
- Galileo de Joseph Losey
- Georges Braque ou le temps différent de Frédéric Rossif
- India Song de Marguerite Duras
- Je t'aime, tu danses de François Weyergans
- Trollflöjten de Ingmar Bergman
- The Maids de Christopher Miles
- Moses und Aron de Jean-Marie Straub
- The Romantic Englishwoman de Joseph Losey
- Tommy de Ken Russell

### Curtmetratges en competició
Els següents curtmetratges competien per Palma d'Or al millor curtmetratge:
- La Corrida de Christian Broutin
- Dariou Tebe Zvezdou de Fedor Hitrouk
- Don't de Robin Lehman
- L'empreinte de Jacques Cardon
- Kolory Zycia de Piotr Szpakowicz
- Lautrec de Geoff Dunbar
- Pedestrians d'Andrew Ruhl
- Revisited de Joyce Borenstein
- W.O.W. (Women of the World) de Faith Hubley

## Seccions paral·leles

### Setmana Internacional dels Crítics
Els següents llargmetratges van ser seleccionats per ser projectats per a la catorzena Setmana de la Crítica (14e Semaine de la Critique):
- Assassination in Davos (Konfrontation) de Rolf Lyssy (Suïssa)
- Brother, Can You Spare a Dime? de Philippe Mora (U.K.)
- Vase de noces de Thierry Zeno (Bèlgica)
- Hester Street de Joan Micklin Silver (Estats Units)
- Knots de David I. Munro (GB.)
- L'Assassin musicien de Benoît Jacquot (França)
- L'età della pace de Fabio Carpi (Itàlia)

### Quinzena dels directors
Les següents pel·lícules foren exhibides en la Quinzena dels directors de 1975 (Quinzaine des Réalizateurs):
- Allonsanfan de Paolo i Vittorio Taviani (Itàlia)
- La batalla de Chile: La lucha de un pueblo sin armas - Primera parte: La insurrección de la burguesía) de Patricio Guzmán (Xile, Cuba)
- Der schwarze Engel de Werner Schroeter (RFA)
- Chac de Rolando Klein (Panamà)
- Guerra conjugal de Joaquim Pedro de Andrade (Brasil)
- Di Assimanton Aformin de Tassos Psarras (Grècia)
- Faustrecht der Freiheit de Rainer Werner Fassbinder (RFA)
- Souvenirs d'en France d'André Téchiné (França)
- Hauptlehrer Hofer de Peter Lilienthal (RFA)
- Jeanne Dielman, 23 Quai du Commerce, 1080 Bruxelles de Chantal Akerman (Bèlgica, França)
- L'ultimo giorno di scuola prima delle vacanze di Natale de Gian Vittorio Baldi (Itàlia)
- Milestones de Robert Kramer, John Douglas (Estats Units)
- Njangaan de Mahama Johnson Traoré (Senegal)
- Les oeillets rouges d'avril de Véra Belmont (França)
- Das Ruckendekollete de Jan Nemec (Suïssa)
- Shazdeh Ehtedjab de Bahman Farmanara (Iran)
- Strah de Matjaz Klopcic (Iugoslàvia)
- Streik! d'Oddvar Bull Tuhus (Noruega)
- Sunday Too Far Away de Ken Hannam (Austràlia)
- The Texas Chain Saw Massacre de Tobe Hooper (Estats Units)
- O Thiassos de Theo Angelopoulos (Grècia)
- Les vautours de Jean-Claude Labrecque (Canadà)
- Zone Interdite de Ahmed Lallem (Algèria)

Curtmetratges
- 16+- (Chofuku-Ki) de Shuji Terayama (Japó)
- 350 de Philippe Pilard (França)
- Echos d'Alger 1955 de Frank Cassenti (França)
- L'Economie des sentiments de Daniel Jouanisson (França)
- Manosolfa de Sandra Coelho de Souza (Brasil)
- Monopolis de Claude Dubrana, J.P. Zirn (França)
- Tadii de Nooradin Zarrin Kelk (Iran)

## Premis

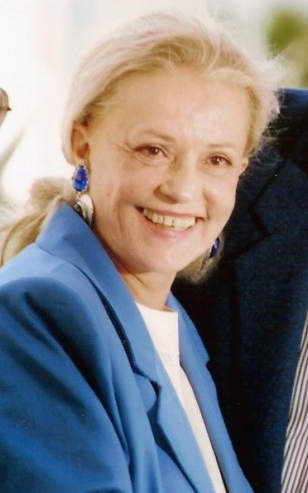
Jeanne Moreau, President del jurat

### Premis oficials
Els guardonats en les seccions oficials de 1975 foren:
- Palme d'Or: Chronique des années de braise de Mohamed Lakhdar-Hamina, Algèria
- Grand Prix: Jeder für sich und Gott gegen alle de Werner Herzog
- Millor director: Costa Gavras per Section spéciale and Michel Brault for Les Ordres
- Millor actriu: Valerie Perrine per Lenny
- Millor actor: Vittorio Gassman per Perfum de dona

Curtmetratges
- Palma d'Or al millor curtmetratge: Lautrec de Geoff Dunbar
- Premi especial del jurat: Daryu tebe zvezdu de Fyodor Khitruk

### Premis independents
FIPRESCI
- Premi FIPRESCI:
  - Jeder für sich und Gott gegen alle de Werner Herzog
  - O Thíassos de Theo Angelopoulos

Commission Supérieure Technique
- Technical Grand Prize: Xia nü de King Hu

Jurat Ecumènic
- Premi del Jurat Ecumènic: Jeder für sich und Gott gegen alle de Werner Herzog